# Tord de Naumann
El tord de Naumann (Turdus naumanni) és una espècie d'ocell de la família dels túrdids (Turdidae) que habita boscos i matolls del centre i sud-est de Sibèria, des del Ienissei cap a l'est el Mar d'Okhotsk, Llac Baikal i Sakhalín. Passa l'hivern a l'est de la Xina, Corea i Japó.